# Kirkharle
Kirkharle – osada w Anglii, w hrabstwie Northumberland. Leży 30 km na północny zachód od miasta Newcastle upon Tyne i 422 km na północ od Londynu.